# Lorinda Cherry
Lorinda Cherry (nacida en Landgraf; 18 de noviembre de 1944 – 11 de febrero de 2022) fue una científica de la computación y programadora estadounidense. Gran parte de su carrera la pasó en Bell Labs, donde durante muchos años fue miembro del original Laboratorio Unix. Cherry desarrolló varias herramientas matemáticas y utilidades para el formateo y análisis de texto, e influyó en la creación de otras.

## Primeros años de vida
Cherry nació el 18 de noviembre de 1944. Fue hija de John F. y Evelyn K. Landgraf y tenía una hermana llamada Carynn Elizabeth. Creció en Verona, Nueva Jersey, se graduó de la Verona High School donde obtuvo una Licenciatura en Artes con especialidad en Matemáticas de la Universidad de Delaware en 1966.

## Carrera de informática
Cherry comenzó como asistente técnico en Bell Labs en el año 1966. Inicialmente trabajó en acústica e investigación del habla en simulación del tracto vocal. Recibió su master en Ciencias de la Computación del Instituto de Tecnología Stevens en 1969.
En Bell Labs, Cherry colaboró en proyectos junto a Ken Knowlton y James L. Flanagan. Estos estaban enfocados en gráficos por computadora y condujeron al desarrollo del lenguaje de animación BEFLIX, así como al programa Atoms, diseñado para generar imágenes de modelos moleculares tridimensionales tipo palos y bolas. Además, cooperó con Manfred Schroeder en la creación de gráficos computarizados para una exhibición en el Museo de Brooklyn. La experiencia de escribir programas en FORTRAN para proyectos ajenos hizo que Cherry se diera cuenta de que su verdadera pasión se encontraba en el área de sistemas.
Durante cerca de un año, Cherry formó parte del Programa de Salvaguardia de misiles antibalísticos, enfocándose en el sistema de registro de servicios públicos. Esta asignación la llevó a trasladarse a las instalaciones de Bell en Whippany, Nueva Jersey, y también a dedicar un tiempo en el sitio de pruebas del atolón de Kwajalein, donde previamente su esposo había estado asignado. En su rol, Cherry fue responsable de monitorear los resultados de las pruebas de lanzamiento de misiles. Antes de mudarse a Whippany, se puso en contacto con Samuel Pope Morgan Jr., quien en ese entonces lideraba la investigación en ciencias informáticas en Bell, para asegurarse de que tendría la posibilidad de retomar su posición original una vez finalizada su asignación.
En 1971, Cherry se unió al Centro de Investigación en Ciencias de la Computación, dedicándose principalmente a áreas como gráficos, procesamiento de textos y diseño de lenguajes. Una de sus primeras tareas en ese lugar fue establecer sistemas que operaran una versión inicial de Unix, la cual estaba redactada en lenguaje ensamblador. Fue Douglas McIlroy quien le introdujo a dicho sistema.
Cherry trabajó en múltiples proyectos relacionados con el análisis estadístico de texto. En una de estas iniciativas, junto con Robert Morris, idearon un método para detectar errores tipográficos usando digramas, trigramas, una tabla con palabras habituales en inglés y la raíz cuadrática media de los índices de dichos trigramas. Este esfuerzo llevó a la creación de detypo, un programa que se estableció como el corrector ortográfico predominante para Unix hasta que fue suplantado por spell.
En 1976, Cherry recibió un ascenso y se convirtió en miembro del personal técnico (MTS), lo que le otorgó mayor autonomía para llevar a cabo proyectos propios. Poco después de recibir dicho ascenso, emprendió un proyecto en el que utilizó trigramas con el fin de comprimir el texto presente en una guía telefónica.
Luego de que McIlroy desarrollara speak para el sintetizador de voz Votrax, la tarea de incorporar entonación fue tomada por otro científico, que podría haber sido Brenda Baker. Cherry, por su parte, aportó al proyecto creando una herramienta especializada en identificar las partes del discurso.
Cherry también se dedicó al desarrollo de herramientas matemáticas. Junto con Morris, rediseñaron dc, un programa de calculadora de escritorio que emplea notación postfija y precisión definida por el usuario. Posteriormente, Cherry diseñó bc, un preprocesador para dc que utiliza notación infija. Además, comenzó a trabajar en el editor de ecuaciones, eqn, tarea que finalizó en colaboración con Brian Kernighan. Kernighan mencionó que eqn poseía una "sintaxis auditiva", lo que permitía programar las ecuaciones de la misma forma en que se expresan verbalmente.
Su labor en libplot sirvió de inspiración para el posterior paquete GNU plotutils.
Cherry desarrolló herramientas para la creación y edición de texto. Realizó modificaciones al editor ed. Además, diseñó el generador de cartas modelo, form, junto con su editor asociado, fed. Más que un simple generador de texto, form es considerado una "base de datos personal" y se le compara con el concepto Memex de Vannevar Bush.
Cherry aportó significativamente al avance de la composición tipográfica electrónica, con numerosas intervenciones relacionadas con troff. Junto a Mike Lesk, coescribió la edición de 1979 de "Escribir documentos en el sistema UNIX: uso de las macros –ms y –mcs con Troff", que formó parte del manual de la décima edición de Unix. Ambos desarrollaron tbl, una herramienta especializada en el formateo de tablas. Cherry fue la autora de deroff, que elimina todos los comandos troff de una entrada. Innovó al programar una pantalla de video que permitía previsualizar documentos tipográficos directamente, evitando la necesidad de una impresión fotográfica preliminar. Además, aportó al desarrollo de TeX.
Cherry, junto con Morris y Lee E. McMahon, llevaron a cabo un estudio de nueve textos: tres pertenecientes a The Federalist Papers escritos por autores distintos, un artículo del Bell System Technical Journal, una obra de Mark Twain, un artículo técnico y tres ejemplos de material escrito sobre variados temas. Una de las metas de esta investigación era determinar si, a través de este análisis, se podía identificar la autoría de The Federalist Papers. Adicionalmente, en otro segmento del estudio, se empleó la compresión de trigramas y el Brown Corpus, desarrollado por Kučera y Francis, para investigar vocabulario específico destinado a ser usado en Bell System Practice. 
Cherry ideó una técnica para determinar el tema principal en un fragmento seleccionado de texto, técnica que empleó para elaborar el primer índice del Manual Unix. Posteriormente, este método se extendió a otros textos escritos. Además, Cherry diseñó una guía de referencia rápida, conocida como "Tarjeta Púrpura", que acompañaba las ediciones sexta y séptima del Manual del programador de Unix.
Cherry participó en el desarrollo del conjunto de herramientas de escritura Writer's Workbench (WWB) de Bell Labs. Su contribución fue tal que se le consideraba la "abuela" del proyecto. Este proyecto fue ideado por el profesor de Rutgers, William Vesterman, quien buscaba una herramienta capaz de analizar el estilo de escritura. Cherry actualizó "parts" para el proyecto de Vesterman y desarrolló dos nuevos programas: "style" y "diction". Se esperaba que esta fuera la totalidad de su contribución. Sin embargo, el desarrollo del Writer's Workbench estuvo bajo la dirección de la psicolingüista de Bell, Nina Macdonald, del Departamento de Ingeniería de Desempeño Humano. Macdonald contactó a Cherry para solicitarle permiso de utilizar "parts" en el Writer's Workbench.

Además de la tecnología de búsqueda de patrones desarrollada por Alfred Aho, Writer's Workbench integraría al menos tres tecnologías en las que Cherry ya había trabajado: composición tipográfica electrónica, análisis de partes del discurso y análisis estadístico del lenguaje. Mientras Macdonald se encargaba del front-end e integraba las utilidades del programa, Cherry seguía desarrollando código para el back-end. Ambas colaboraron en la redacción de un artículo para la revista Bell Laboratories Record en mayo/junio de 1983 y otro en la revista Byte en octubre de 1983. También presentaron juntas en una reunión de las divisiones de psicología e informática de la Academia de Ciencias de Nueva York en 1981. Presentaron el software en televisión en dos ocasiones: en el programa "Today" de NBC en mayo de 1981 y en el WCBS Channel 2 News de Nueva York en agosto de 1983.
Después de que Andrew Tanenbaum utilizara el programa en un borrador inicial de un libro que estaba redactando, Cherry reflexionó sobre la capacidad de herramientas como Writer's Workbench. Sostenía que estas herramientas podían mejorar la calidad del texto escrito, no solo corrigiendo errores, sino también transformando la manera en que los escritores redactan sus textos. Ella dijo:
Desde mi perspectiva, la verdadera riqueza de estas herramientas en el ámbito educativo radica en cómo iluminan a los estudiantes sobre las múltiples opciones y decisiones que involucra el proceso de escritura. Muchos no perciben que escribir es, en sí mismo, un acto lleno de decisiones. Suelen pensar que, una vez plasmadas las palabras en papel, estas quedan inamovibles. Sin embargo, estas herramientas les incitan a revisar y editar.
Después del lanzamiento del WWB en 1980, Bell Labs lo integró en los talleres de escritura de toda la compañía.
Uno de los últimos proyectos que Cherry llevó a cabo fue el análisis de transcripciones de llamadas a los Centros de Problemas de AT&T. Buscó en estos textos, con formatos variados e inconsistentes, evidencia de problemas a nivel sistémico. Este trabajo condujo a cambios en las políticas internas de AT&T. Cherry fue una de los tres coinventores que aparecen en la patente de AT&T sobre un "Método y sistema para verificar el estado de los servicios telefónicos de emergencia 911". En julio de 1994, Cherry integró un equipo que trabajó para que el directorio de números 1-800 de AT&T estuviera accesible en la naciente Internet. El grupo abordó cuestiones tanto técnicas como políticas para lanzar el directorio en línea, que se convirtió en uno de los primeros "enlaces destacados" identificados por Yahoo!.
Aunque la mayor parte de su trabajo fue desarrollado para Unix, el trabajo de Cherry también se integró en el sistema operativo Plan 9.
Cherry dejó Bell Labs en 1994.

## Vida personal y muerte.
Cherry, quien residía en la sección Gillette de Long Hill Township, Nueva Jersey, se incorporó al capítulo de la Región Norte de Nueva Jersey del Sports Car Club of America (SCCA) en julio de 1967. Participó en carreras de autos, fungió como mariscal y se encargó de tareas administrativas. Además, presentó a sus Doberman Pinschers, que fueron premiados.
Cherry falleció en febrero de 2022 a la edad de 77 años. Su fallecimiento fue anunciado el 16 de febrero de ese mismo año. Su hermana, Carynn Kelley-Katz, le sobrevive.

## Honores
- Premio William G. Giltzow 1988: por ejemplificar la "dedicación y servicio a la NNJR-SCCA". [41]
- Premio Pionero en Tecnología 2018: Otorgado por el Centro Nacional para la Mujer y la Tecnología de la Información .[42]